# 文乃史
文乃史（Walter Buckner Nance，1868年4月—1964年7月） 是一位美国监理会派往中国的教育传教士，东吴大学第三任校长（1922-1927年）。      
1868年，文乃史出生于美国田纳西州，1893年（25岁）毕业于范德堡大学，获文学士、神学博士学位。1896年（28岁）來華传教，任苏州博习书院教习，学会苏州方言。1898年，女传教士弗洛伦丝·露丝·南希来到苏州，嫁给文乃史（30岁）。1899年（31岁），文乃史率领苏州博習書院师生34人，加入上海中西書院。
文乃史参与了东吴大学的创办,1900年12月该校首届校董会在上海組成，他是七位成员之一。1901年该校在苏州开学，他是最初的六名教职员之一。1902年，文乃史调任苏州东吴大学，教授哲学。除了从事教学活动，他还参与该校的校园建筑规划以及各项规章制度的制订。1911年3月，东吴大学第一任校长孙乐文去世后，文乃史曾代为主持校政。5月1日，第二任校长葛赉恩上任，他任副校长。1914年升東吳大學副校長。1922年，第二任校长葛赉恩因病辞职，文乃史当选为东吴大学第三任校长。
1927年3月1日，文乃史在校董会上宣布辞去校长职务，要求选举中国人担任校长。10月28日，他推荐的华人校长杨永清到任，自己继续以顾问身份，参与管理和教学工作 。抗战时期，文乃史主张东吴文理科从上海租界迁往内地，太平洋战争爆发后，文乃史被日军关入集中营。文乃史担任东吴大学顾问直到1949年，服务东吴共计53年之久，是该校传教士中服務最久的一位。1950年（82岁）文乃史回美国，在华服务共计54年。1964年7月在美国去世，享年96岁。部分骨灰撒在蘇州大学校园。
文乃史著有《东吴大学》一书。